# A hindu síremlék (film, 1938)
A hindu síremlék, (németül: Das indische Grabmal), egy 1938-ban bemutatott fekete-fehér német romantikus kalandfilm, Richard Eichberg rendezésében, La Jana), Philip Dorn (Frits van Dongen néven) és Gustav Diessl főszereplésével. A film Az eschnapuri tigris c. film folytatása. Mindkettőt 1937-ben a Brit-Indiában forgatták, Udaipur és Mysore (Majszúr) városokban, az udaipuri maharadzsa aktív támogatásával. A monumentális filmprodukció látványosan mutatja be a korabeli India egzotikus színhelyeit és az uralkodó társadalmi kaszt életének körülményeit.
A kétrészes film első részét ugyanabban az évben, 1938-ben Az eschnapuri tigris (Der Tiger von Eschnapur) címen mutatták be, azonos szereplőkkel. A film alapját Thea von Harbou (1888–1954) írónő 1921-ben kiadott regénye, A hindu síremlék (Das indische Grabmal) adja. A forgatókönyvet Arthur Pohl, Hans Klaehr és a rendező Richard Eichberg írta.
Thea von Harbou regényét először 1921-ben filmesítették meg, kétrészes fekete-fehér némafilmen, Joe May rendezésében. Az 1921-es forgatókönyvet maga az írónő és Fritz Lang írták. Az 1938-as Eichberg-féle változatot követően, 1959-ben a Hollywoodból hazatért Fritz Lang újabb, színes kétrészes német filmváltozatot forgatott, amely azonban az 1938-as film világsikerét nem tudta felülmúlni.

## Cselekmény
Az eschnapuri tigris története folytatódik. Csandra (Chandra), Esnapúr (Eschnapur) maharadzsája és Ramigani herceg, a német Irene Traven kíséretében utazik a világban, keresve hűtlenné vált feleségét, Szíta (Sitha) maharánit, aki régi szeretőjével, Szása Demidov (Sascha Demidoff) orosz kalandorral együtt menekül férje bosszúja elől. Eközben Irene Traven ex-völegénye, Fürbringer német építész a kollégájával, Emil Sperlinggel és annak feleségével, Lottéval Indiában, Csandra fejedelemségében dolgozik a maharadzsa által megrendelt nagy építkezési projekten. A projektek elnyerését nagyban segítette Csandra felébredő szimpátiája Irene Traven iránt, emiatt Fürbringer és Irene kapcsolata bizonytalanná vált. Az építészeknek egy hatalmas duzzasztógátat és a tó közepén egy hatalmas síremléket kell építeniük. Irene lassan megsejti, hogy Csandra e sírboltba Szítát akarja élete fogytáig bezáratni, mert hűtlenségével megbocsáthatatlanul megsértette ura becsületét.
Menekülése során Szíta Bombaybe vetődik, ahol egy másodosztályú varietében dolgozik álnéven, egzotikus táncosnőként. Sikerül üzenetet eljuttatnia Irene Travenhez. Mielőtt azonban a két nő találkozhatna, Ramigani herceg, Csandra unokfivére is rábukkan Szítára és ügynökeivel elraboltatja, de ezt eltitkolja Csandra előtt. Közben a maharadzsa felajánlja Irenének, hogy kísérje el őt Esnapúrba, hogy a nőt elkápráztassa országának szépségeivel és gazdagságával. Miközben a maharadzsa a kíséretével (és Irenével) Esnapur felé tart, Ramigani herceg a hozzá hű főnemesekre támaszkodva összeesküvést szervez ellene. Ramigani meg akarja dönteni Csandra uralmát és maga akar a trónra lépni. A herceg szerelmes Szítába. Felajánlja a fogoly maharáninak, hogy Csandra megbuktatása után feleségül veszi és ismét Esnapúr maharánijává emeli a nőt. Szíta azonban, aki még mindig tiszteli és szereti férjét, visszautasítja az ajánlatot.
Ramigani egy távoli hegyi vár tornyába záratja Szítát, de a nő hűséges komornája, Myrrha élete kockáztatásával eljuttatja Szíta üzenetét Irene Travennek, akit álruhában be is csempész a szigorúan őrzött várbörtönbe, hogy Szítával találkozhasson. Miután Irene meggyőződött Szíta őszinte érzelmeiről, kegyelmet kér számára Csandrától, aki azonban ridegen visszautasítja: a hűtlen asszony számára nincs bocsánat, életfogytiglani fogság várja.
Ramigani folytatja az összeesküvés szervezését. Csandrát egy nagy udvari ünnepség során akarja meggyilkolni. Gyanítja, hogy a német építészek Csandra oldalán állhatnak, ezért Ramigani letartóztatja és fogságba veti Fürbrigert és Irene Travent is. Emil Sperling indiai nőnek álcázza magát, kijátssza az elfogásukra érkezőket. Felkeresi az építkezésen, álnéven dolgozó Szása Demidovot, segítségével kiszabadítja Fürbringert és Irenét. Ramigani emberei a duzzasztógát felrobbantásával akarják elárasztani a maharadzsa palotáját. Szásáék riasztják a maharadzsához hű katonaságot. Fürbringer a palotába siet, hogy figyelmeztesse Csandrát, Szása a robbantó brigád felkutatására indul.
A palotában, az ünnepségen Ramigani arra kényszeríti Szítát, hogy táncoljon a vendégek előtt, és terelje el figyelmüket. A tánc közben Szíta a maharadzsa közelébe kerül és figyelmezteti Ramigani készülő merényletére. Kitör a lázadás, Ramigani embere rálő a maharadzsára, Szíta a testével védi ura életét, a golyó őt sebzi halálra. Megérkeznek a maharadzsához hű katonák, az összeesküvőket lefegyverzik. Maga Ramigani a föld alatti alagutakba menekül, hogy a zárófalak felrobbantásával elárassza a palotát, de Szása Davidov, aki ekkorra már megölte Ramigani aknászait, birokra kel vele és az örvénylő vízbe löki. A díszteremben, Szíta holtteste fölött a rivális férfiak megbékülnek egymással. Csandra felkéri Fürbringert, hogy fejezze be az épülőben síremléket, amit eredetileg a hűtlen Szíta börtönének szánt, de most a halálig szerető asszony örök nyughelye lesz.

## Szereposztás
A filmhez nem készült magyar hangszinkron, az indiai szerepnevek magyar és német írásmóddal is szerepelnek.
| Szerep                                                | Színész                              |
| ----------------------------------------------------- | ------------------------------------ |
| Chandra (Csandra), Eschnapur maharadzsája             | Philip Dorn (Frits van Dongen néven) |
| Sitha (Szíta), Eschnapur maharánija, Chandra felesége | La Jana                              |
| Ramigani herceg                                       | Alexander Golling                    |
| Sascha Demidoff (Szása Demidov), orosz kalandor       | Gustav Diessl                        |
| Mischa Borodin (Misa Borogyin), orosz kalandor        | Harry Frank                          |
| Peter Fürbringer, német építész                       | Hans Stüwe                           |
| Irene Traven, Fürbringer menyasszonya                 | Kitty Jantzen                        |
| Emil Sperling, Fürbringer munkatársa                  | Theo Lingen                          |
| Lotte Sperling, Emil felesége                         | Gisela Schlüter                      |
| Dr. Putri, a maharadzsa udvari orvosa                 | S. O. Schoening                      |
| Myrrha, a maharáni komornája                          | Rosa Jung                            |

## Felújítás
A kétrészes film kópiáinak többsége elpusztult, megsérült. A gyártást finanszírozó udaipuri maharadzsa gyűjteményében megőrzött példány alapján 2020–2022 között a Német Filmintézet csúcstechnológiával digitálisan felújított, feljavított változatot készített, amely a 2022-es európai Film Maraton programok keretében került bemutatásra. Magyarországon 2022 szeptemberében, az 5. Budapesti Klasszikus Film Maraton programjában, a Francia Intézetben mutatták be, előzményével, Az eschnapuri tigrissel együtt, eredeti német nyelven, többnyelvű feliratozással.

## További információ
- A hindu síremlék az Internet Movie Database-ben (angolul)
- A hindu síremlék a Box Office Mojón (angolul)
- Le tombeau hindou (1938) (francia nyelven). AlloCiné.fr
- Das indische Grabmal. Deutschland 1937/1938 Spielfilm (német nyelven). Filmportal.de
- https://nfi.hu/budapesti-klasszikus-film-maraton-2022/vetitesek/szekciok/mesek-indiabol/az-eschnapuri-tigris.html   1- rész
- https://nfi.hu/budapesti-klasszikus-film-maraton-2022/vetitesek/szekciok/mesek-indiabol/a-hindu-siremlek.html   2-rész
- https://www.franciaintezet.hu/hu/cikkek/programok/mozi/marathon-2022-hu.html Vetítés a francia intézetben, 2022 szept.
- szerk.: Thomas Kramer: Lexikon des deutschen Films (német nyelven). Büchergilde Gutenberg, 157-. o. (1995). ISBN 978-3-763244256
- Christa Bandmann, Joe Hembus. Klassiker des deutschen Tonfilms 1930–1960 (német nyelven). München: Citadel / Gütersloh : Bertelsmann, 111-. o. (1980). ISBN 978-3-442102075